# Eryosuchus
Genre
Eryosuchus est un genre éteint de temnospondyles amphibiens de la famille des Mastodonsauridae et vivant au Trias moyen dans le Nord de la Russie.

## Systématique
Le genre Eryosuchus a été créé en 1966 par la paléontologue russe Vitaly Georgievich Ochev (d) (1931-2004) avec comme espèce type Eryosuchus tverdochlebovi.

## Description

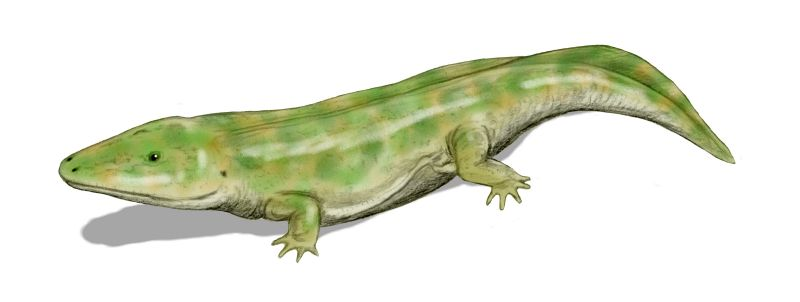
Vue d'artiste d'Eryosuchus.

Il s'agissait d'un très grand prédateur. Le plus gros spécimen connu pouvait atteindre jusqu'à 3,50 m de longueur, avec un crâne de plus de 1,00 m de long.

## Liste d'espèces
Selon BioLib (30 juillet 2021) :
- † Eryosuchus antiquus Otschev, 1966
- † Eryosuchus garjainovi Otschev, 1966
- † Eryosuchus tverdochlebovi Otschev, 1966 - espèce type

Selon Paleobiology Database (30 juillet 2021) :
- † Eryosuchus rajareddyi Chowdhury 1970
- † Eryosuchus tverdochlebovi Otschev, 1966 - espèce type

Pour ce site, les espèces Eryosuchus antiquus et Eryosuchus garjainovi ne seraient que des synonymes de Eryosuchus tverdochlebovi.